# Michael J. O'Kelly

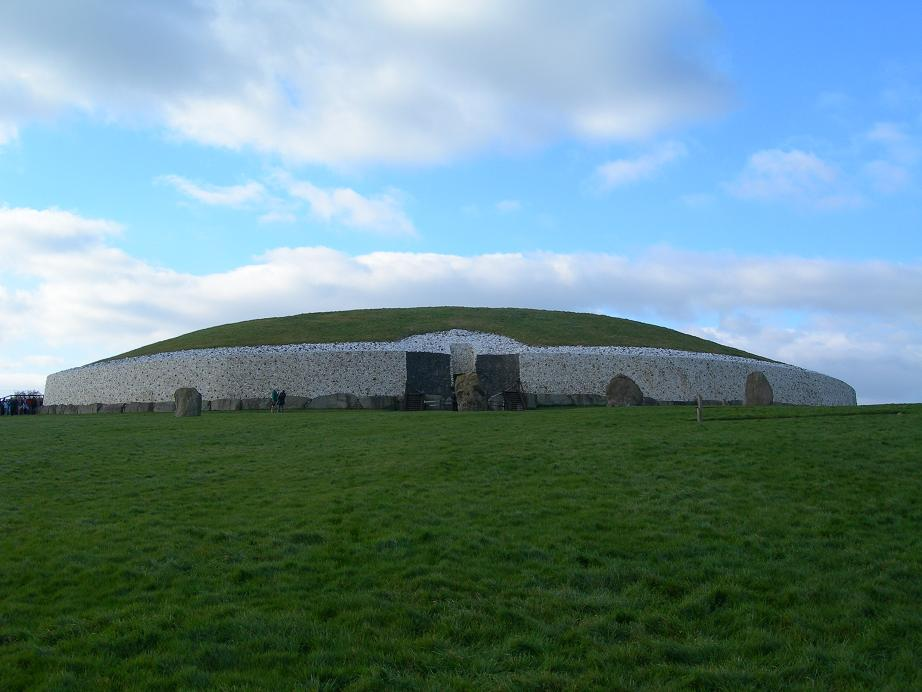
Il ricostruito Newgrange

Il professor Michael Joseph "Brian" O'Kelly (Abbeyfeale, 1915 – ottobre 1982) è stato un archeologo irlandese che ha guidato gli scavi e il restauro di Newgrange, una delle principali tombe a corridoio del neolitico della Boyne Valley, nella contea di Meath, in Irlanda, ora Patrimonio dell'umanità dell'UNESCO.

## Biografia
Era nato ad Abbeyfeale, nella contea di Limerick,. Sebbene fosse stato battezzato Michael Joseph e pubblicato come Michael J. o MJ, era noto alla famiglia e agli amici come Brian, il nome originariamente voluto da sua madre, per tutta la vita. Entrò nell'University College di Cork (UCC) nel 1934. Iniziò il lavoro sul campo come studente universitario nel 1937 e lavorò come geometra nello scavo del forte ad anello a Garranes, nella Contea di Cork, con Seán P. Ó. Ríordáin, allora professore di archeologia all'UCC. Nello stesso anno si trasferì nel sito neolitico di Lough Gur.
Dopo aver conseguito il Master venne nominato curatore del nuovo Cork Public Museum a Fitzgerald Park. Nel 1945 sposò Claire, anche lei archeologa, che aveva conosciuto da studente. Nel 1946 succedette al professor Ó Ríordáin come capo del dipartimento di archeologia dell'UCC, posizione che mantenne per 36 anni. Condusse il lavoro sul campo ogni estate, che dal 1944 fu ampiamente pubblicato su riviste accademiche.

### Newgrange
Newgrange, il sito a cui O'Kelly è maggiormente associato, fu originariamente scoperto per caso nel 1699. Nel 1961 era in pessime condizioni, senza accesso pubblico. Quell'anno l'archeologo Patrick Hartnett scelse O'Kelly per dirigere gli scavi. I lavori proseguirono poi ad ogni stagione fino al 1975.
Il 21 dicembre 1967 O'Kelly confermò una leggenda locale secondo la quale i raggi del sole, al sorgere del sole in pieno inverno, attraversavano direttamente la tomba, passando attraverso una piccola apertura a "cassetta sul tetto" sopra la porta per penetrare per tutta la lunghezza del passaggio fino al centro della camera. O'Kelly ipotizzò: "Penso che le persone che hanno costruito Newgrange abbiano costruito non solo una tomba, ma una casa dei morti, una casa in cui gli spiriti di persone speciali avrebbero vissuto per molto tempo. Per garantire ciò, i costruttori presero precauzioni speciali per assicurarsi che la tomba rimanesse completamente asciutta, come lo è ancora oggi…" O'Kelly e sua moglie condussero anche lavori su altri siti all'interno del complesso della Boyne Valley.